# Aleksandr Aleksandrovič Kiselëv
Aleksandr Aleksandrovič Kiselëv in russo Александр Александрович Киселёв? (1838 – 1911) è stato un pittore russo.

## Biografia
Paesaggista del gruppo detto "Ambulanti" fu insegnante a Pietroburgo per 14 anni (1897-1911). Notevoli i suoi dipinti con soggetti rupestri e naturalistici (Sotto il Kazbek, 1891) che si trovano alla Galleria Tret'jakov.

## Galleria d'immagini

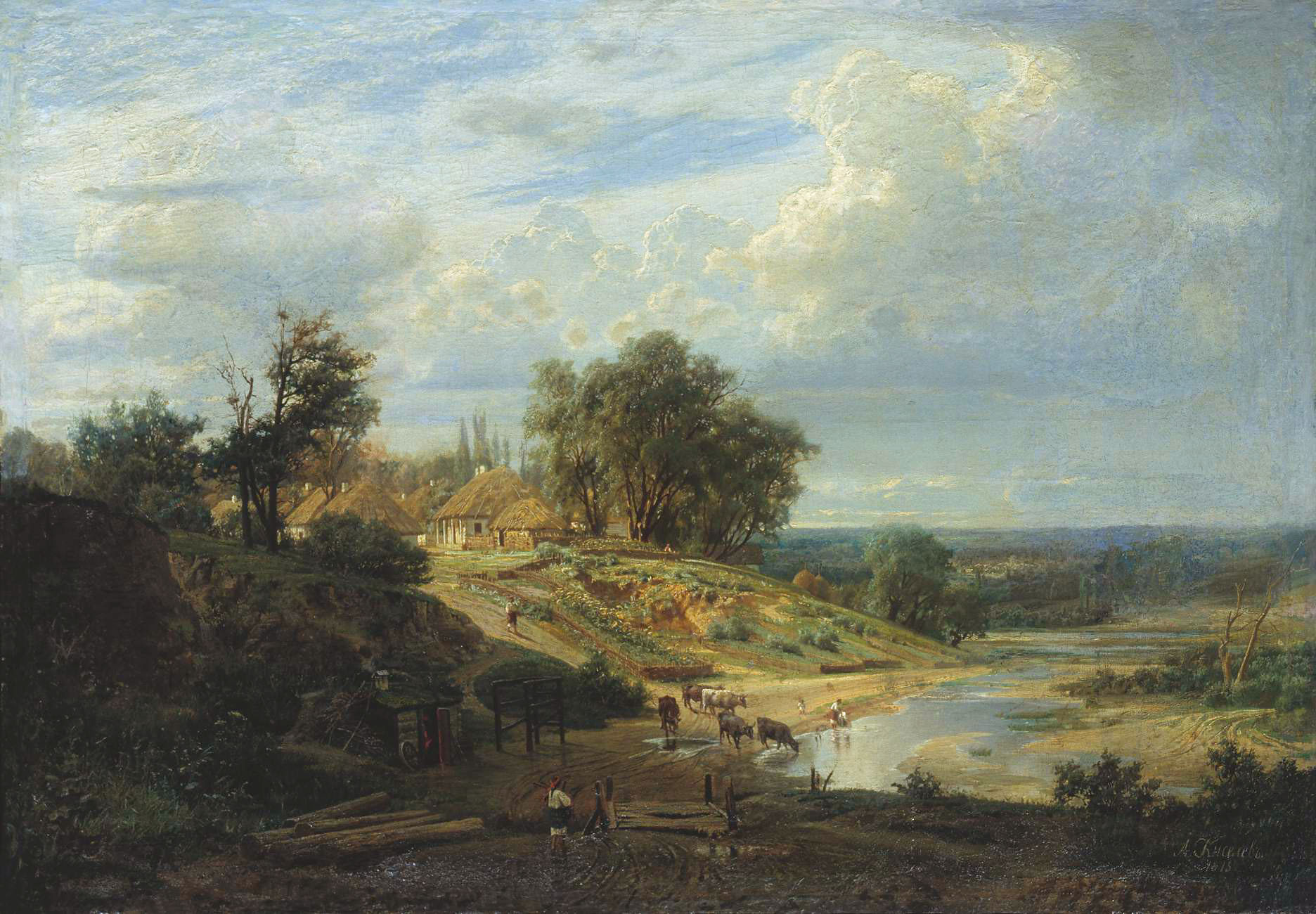
Vista dei dintorni di Kharkov. 1875.
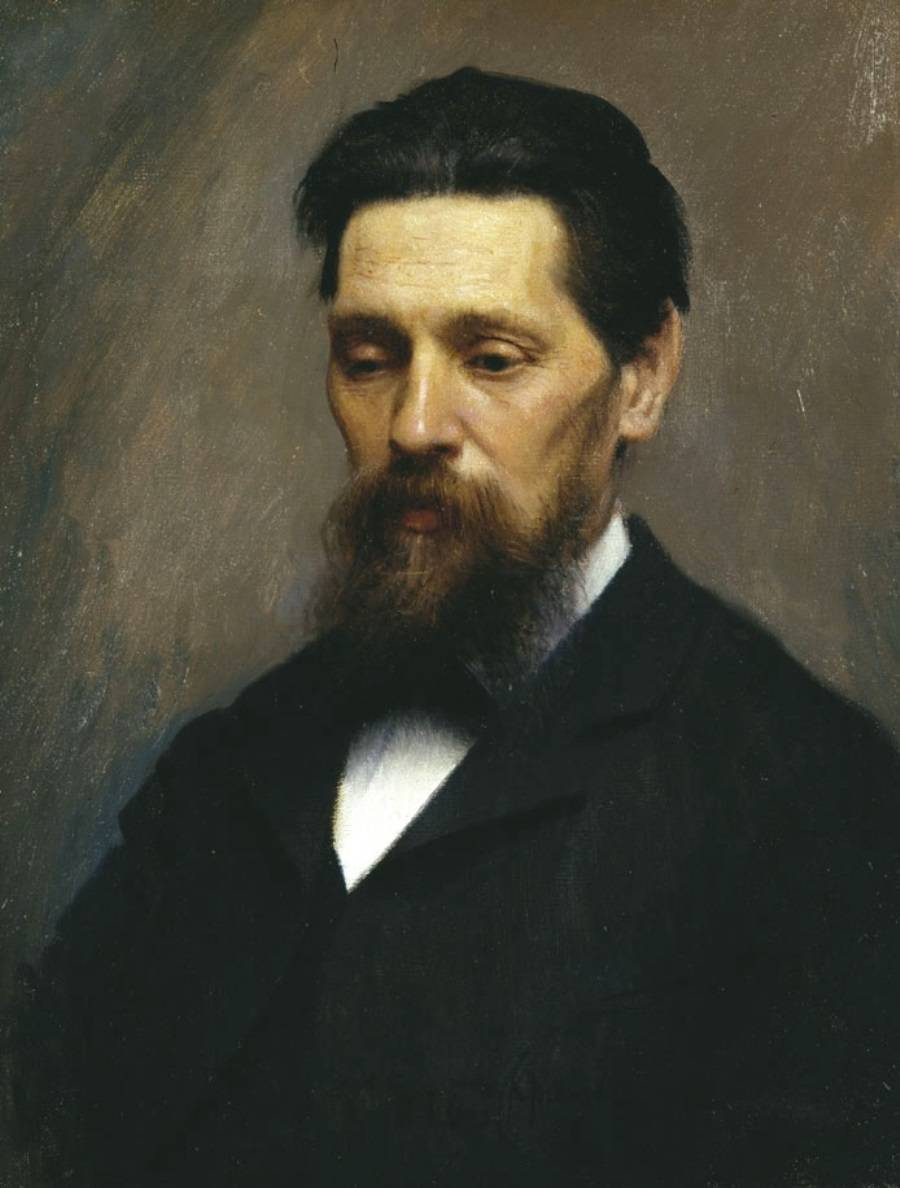
I. N. Kramskoj. 1883.
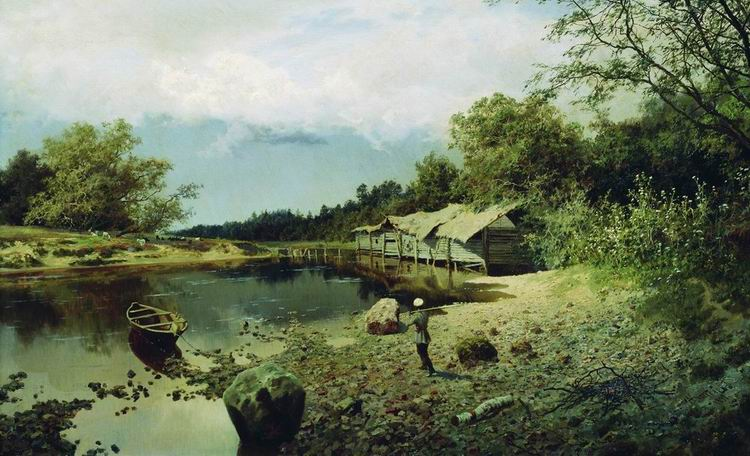
mulino dimenticato. 1891.
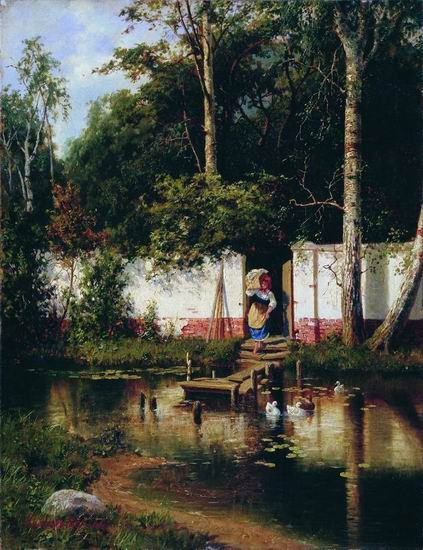
Piccolo stagno. 1892.
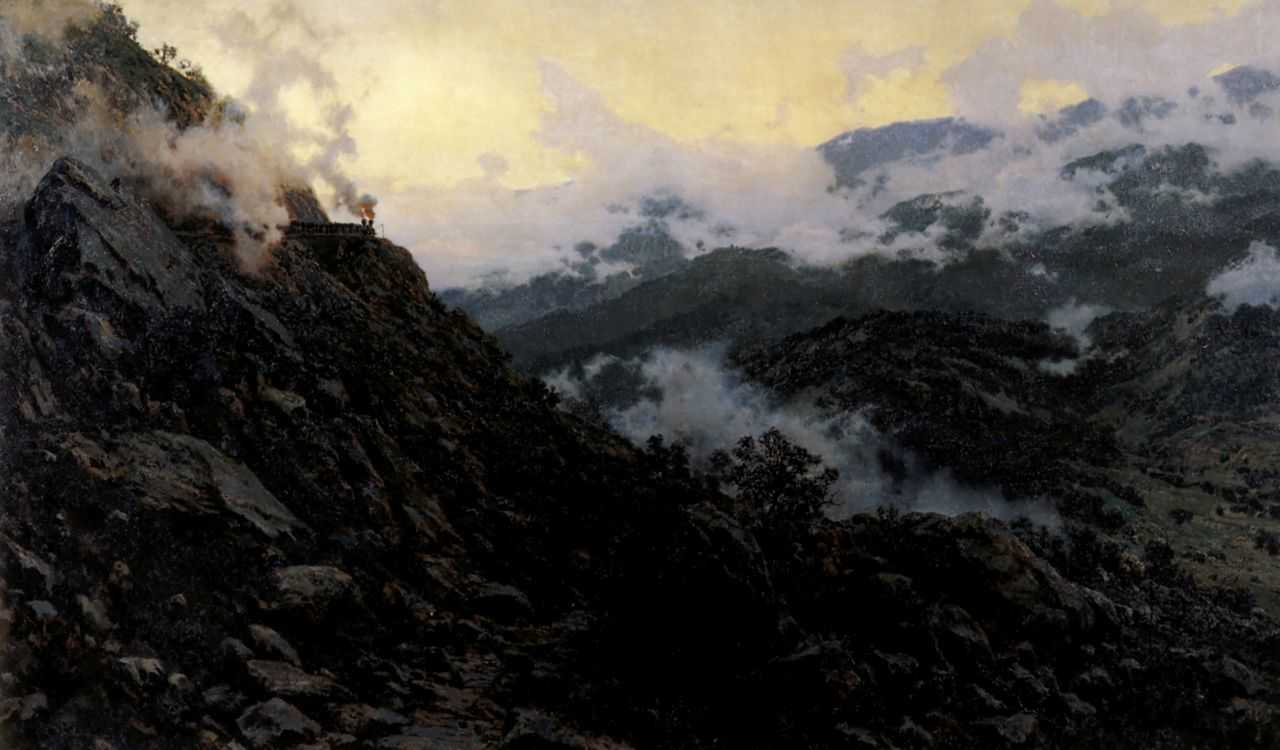
Passo Suram